# Felicitas Méndez
Felicitas Gómez Martínez de Méndez (Juncos, 5 de febrero de 1916 – Fullerton, 12 de abril de 1998) fue una activista puertorriqueña del movimiento por los derechos civiles en Estados Unidos. En 1946, junto a su esposo Gonzalo, lideraron una batalla educativa por los derechos civiles en California que sentó un precedente legal importante para poner fin a la segregación de iure existente en los Estados Unidos. Su histórico caso en contra de la segregación, conocido como Méndez v. Westminster, allanó el camino hacia una integración real y una reforma de la escuela pública.

## Biografía
Cuando ella tenía 12 años, la familia se mudó al sur de California para trabajar en el campo, donde fueron categorizados como "mejicanos". En 1936 se casó con Gonzalo Méndez, un inmigrante procedente de México que había obtenido la nacionalidad estadounidense. Abrieron un bar con parrilla llamado La Prieta en Santa Ana. Tuvieron tres hijos y se mudaron desde Santa Ana a Westminster donde alquilaron una granja de espárragos de 40 acres a los Munemitsus, una familia japonesa-estadounidense que había sido enviada a un campo de internamiento durante la Segunda Guerra Mundial. Aunque la granja funcionó bien, era un período en la historia en el que la discriminación racial contra los hispanos y las minorías raciales y étnicas en general estaba generalizada en todo Estados Unidos.

## Segregación escolar en California
En la década de 1940, tan solo había dos escuelas en Westminster: la escuela Hoover y la escuela de la Calle 17. Las escuelas del condado de Orange estaban segregadas y el distrito escolar de Westminster no fue una excepción. El distrito ordenó campus separados para hispanos y blancos. Los tres hijos de Méndez, Sylvia, Gonzalo Jr. y Jerome Méndez, asistieron a la Escuela Hoover, una choza de madera de dos habitaciones en el medio del vecindario mexicano de la ciudad, junto con otros hispanos. La escuela de la Calle 17, que era una escuela "sólo para blancos ", se encontraba a una milla de distancia. A diferencia de Hoover, la escuela de la calle 17 estaba entre una hilera de palmeras y pinos y tenía césped alrededor de la fachada de ladrillo y cemento de la escuela.
Al darse cuenta de que la escuela de la Calle 17 ofrecía mejores libros y beneficios educativos, Méndez y su esposo Gonzalo decidieron que les gustaría que sus hijos y sobrinos pudieran acudir a ella. Así, en 1943, cuando solo tenía ocho años, su hija Sylvia Méndez acompañó a su tía Sally Vidaurri, y a sus hermanos y primos a inscribirse en la Escuela de la Calle 17. Los funcionarios dijeron a su tía que a sus hijos, que tenían la piel clara, se les permitiría inscribirse, pero que ni a Sylvia Méndez ni a sus hermanos se les permitiría porque eran de piel oscura y apellido hispano. La Señora Vidaurri salió furiosa de la escuela con sus hijos, sobrina y sobrinos, y relató su experiencia a su hermano Gonzalo y a su cuñada.

## Méndez v.Westminster
Méndez y su esposo asumieron la tarea de liderar una batalla comunitaria que cambiaría el sistema de educación pública de California y sentaría un importante precedente legal para terminar con la segregación en los Estados Unidos. Méndez se encargaba del negocio agrícola de la familia, dándole a su esposo todo el tiempo que necesitó para reunirse con los líderes comunitarios y discutir la injusticia del sistema escolar segregado. También habló con otros padres, con la intención de reclutar familias de las cuatro comunidades del condado de Orange en una demanda colectiva de todo el condado. Inicialmente, Gonzalo Méndez recibió poco apoyo de las organizaciones latinas locales, pero finalmente, el 2 de marzo de 1945, él y otros cuatro padres mexicano-oamericanos de las familias Gómez, Palomino, Estrada y Ramírez presentaron una demanda en un tribunal federal de Los Ángeles contra cuatro distritos escolares del condado de Orange — Westminster, Santa Ana, Garden Grove y El Modena (ahora este de Orange) — en nombre de unos 5,000 escolares hispanoamericanos. Durante el juicio, la junta escolar de Westminster insistió en que había un "problema de idioma", sin embargo, su afirmación se vino abajo cuando se le pidió a uno de los niños que testificara. Ella testificó en un inglés muy articulado, demostrando así que no había ningún "problema de idioma", porque la mayoría de los niños hispanoamericanos hablaban inglés y tenían la misma capacidad de aprendizaje que sus homólogos blancos. 
El 18 de febrero de 1946, el juez Paul J. McCormick falló a favor de Méndez y sus co-demandantes. Sin embargo, el distrito escolar apeló. Varias organizaciones se unieron al caso de apelación como amicus curiae, incluida la ACLU, el Congreso Judío Estadounidense, la Liga de Ciudadanos Japoneses Estadounidenses y la NAACP, que estuvo representada por Thurgood Marshall. Más de un año después, el 14 de abril de 1947, la Corte de Apelaciones del Noveno Circuito ratificó el fallo del tribunal de distrito a favor de las familias mexicano-americanas. Después de que el fallo fuera confirmado en apelación, el entonces gobernador Earl Warren decidió eliminar la segregación de todas las escuelas públicas y otros espacios públicos.

## Consecuencias

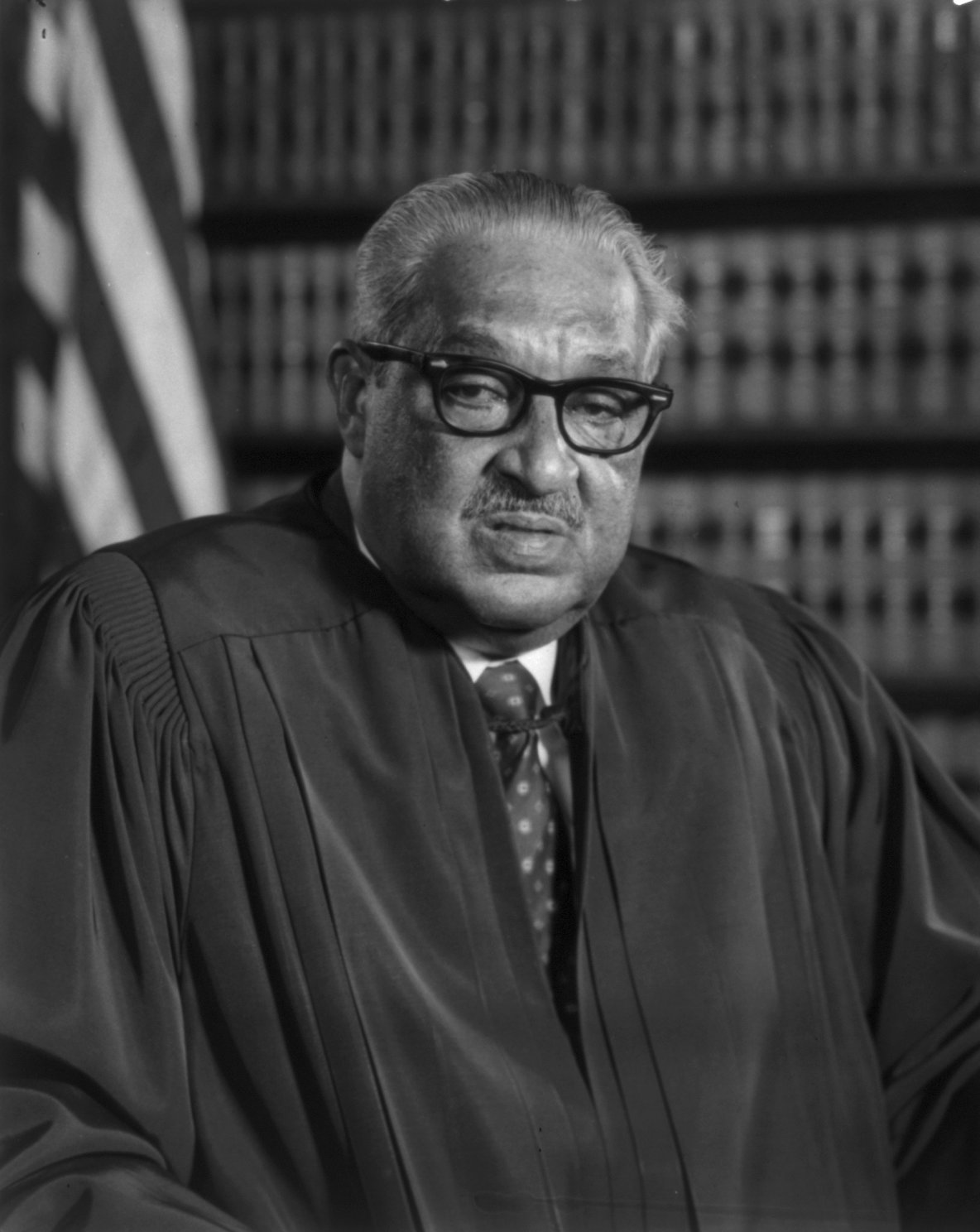
Thurgood Marshall

Los hijos de Méndez finalmente pudieron asistir a la escuela la Calle 17, convirtiéndose así en unos de los primeros hispanos en asistir a una escuela para blancos en California. Sin embargo, la situación no fue fácil para su hija Sylvia. Sus compañeros blancos la insultaban y la trataban mal. Sabía que tenía que mantenerse firme después de que sus padres hubieran luchado para que asistiera a la escuela.
Méndez v. Westminster sentó un precedente crucial para poner fin a la segregación en los Estados Unidos. Thurgood Marshall, que más tarde sería nombrado juez del Tribunal Supremo de Estados Unidos en 1967, se convirtió en el abogado principal de la NAACP en el caso Brown de 1954. El escrito de amicus de Marshall presentado por Méndez en nombre de la NAACP contenía los argumentos que luego utilizaría él en el caso Brown. 
El caso Méndez también influyó profundamente en el pensamiento del entonces gobernador de California, Earl Warren. Esto resultó ser crítico porque ocho años después, en 1954, cuando el caso Brown llegó al Tribunal Supremo de Estados Unidos, Earl Warren era Presidente del Tribunal Supremo, y Thurgood Marshall argumentó el caso ante él.

## Legado
Gonzalo Méndez murió en 1964 a la edad de 51 años, después de que el caso Brown v. La Junta de Educación se ganara a nivel nacional, pero no fue suficientemente reconocida por el enorme impacto que el caso Méndez v. Westminster finalmente tendría a largo plazo en EE. UU.
El domingo 12 de abril de 1998 Felicitas Méndez murió de insuficiencia cardíaca en la casa de su hija en Fullerton, California. Fue enterrada en Rose Hills Memorial Park en Whittier, California. Le sobreviven cuatro hijos: Victor, Gonzalo, Jerome y Phillip; dos hijas, Sylvia Méndez y Sandra Duran; 21 nietos y 13 bisnietos.
El éxito del caso Méndez v. Westminster convirtió a California en el primer estado de la nación en poner fin a la segregación en las escuelas. Esto allanó el camino para el caso Brown v. Junta de Educación siete años después, que puso fin a la segregación escolar en todo el país. 
Sandra Robbie escribió y produjo el documental Mendez v. Westminster: Para todos los niños / Para Todos los Niños , que debutó en KOCE-TV en el condado de Orange el 24 de septiembre de 2002 como parte de la celebración del Mes de la Herencia Hispana. El documental, que también se emitió en PBS, ganó un premio Emmy y un premio Golden Mike.
Se llevó a cabo una ceremonia de inauguración en la Biblioteca de Derecho del Condado de Los Ángeles con motivo de la apertura de una nueva exposición en la vitrina de la biblioteca de derecho titulada "Mendez to Brown: A Celebration" (De Mendez a Brown: una celebración). La exposición presenta fotos de los casos de Mendez y Brown, además de documentos originales. En 1998, el distrito de Santa Ana, California honró a la familia Méndez al nombrar una nueva escuela como "Escuela Intermedia Fundamental Gonzalo y Felicitas Méndez".
En 2004, Sylvia Méndez fue invitada a la Casa Blanca para la celebración del Mes Nacional de la Herencia Hispana. Se reunió con el presidente George W. Bush, quien compartió su historia con demócratas clave, incluida la senadora estadounidense Hillary Clinton de Nueva York.  
El 14 de abril de 2007, el Servicio Postal de los Estados Unidos dio a conocer un sello conmemorativo del caso Méndez v.. Westminster. La muestra pública del sello tuvo lugar durante un evento en la Escuela de Educación de la Universidad Chapman, en el condado de Orange, California, para conmemorar el 60 aniversario del histórico caso.
El 9 de septiembre de 2009, se abrió una segunda escuela homónima en Boyle Heights, Los Ángeles. El "Centro de Aprendizaje Felicitas y Gonzalo Méndez" es una escuela dual que conmemora los esfuerzos de los Méndez y otras familias del caso de Westminster. 
En septiembre de 2011, una exposición en honor a Méndez v. Westminster se presentó en el Old Courthouse Museum de Santa Ana. Esta exposición conocida como "A Class Act" está patrocinada por el Museo de Enseñanza y Aprendizaje. Sylvia Méndez fue miembro del comité de planificación de la exposición junto con su hermano Gonzalo. 
Sylvia Méndez se jubiló después de trabajar durante treinta años como enfermera. Viaja y da conferencias sobre las contribuciones históricas de sus padres y sus co-demandantes para eliminar la segregación en los Estados Unidos. El 15 de febrero de 2011, el presidente Obama le otorgó la Medalla Presidencial de la Libertad. En 2012, Brooklyn College le otorgó un título honorífico.
El 15 de septiembre de 2020, para dar inicio al Mes de la Herencia Hispana, Google rindió homenaje a Méndez con un doodle. 

## Otras lecturas
- Blackwell Companion to Social Inequalities. Editors Eric Margolis and Mary Romero, Blackwell Companions to Sociology. Blackwell Publishing. 2005.
- Gonzalez, Gilbert G. (1994). Labor and Community: Mexican Citrus Worker Villages in a Southern California County, 1900–1950. University of Illinois Press.
- Gordon, June (2000). Color Of Teaching. Educational Change and Development Series. RoutledgeFalmer.
- Matsuda, Michael and Sandra Robbie (2006). Mendez vs. Westminster: For All the Children – An American Civil Rights Victory. Archivado desde el original el 30 de septiembre de 2007. Consultado el 19 de septiembre de 2020.
- Meier, Matt S. and Margo Gutierrez (2000). Encyclopedia of the Mexican American Civil Rights Movement. Greenwood Press.
- Oropeza, Lorena (2005). Raza Sí! Guerra No!: Chicano Protest and Patriotism during the Viet Nam War Era. University of California Press.
- Duncan Tonatiuh (2014). Separate Is Never Equal: Sylvia Mendez and Her Family's Fight for Desegregation. Abram Books for Young Readers.
- David S. Ettinger, La historia de la eliminación de la segregación escolar en el Noveno circuito, 12 Loyola of Los Angeles Law Review 481, 484–487 (1979).